# Semiha Borovac
Semiha Borovac (2. března 1955, Sarajevo, SFRJ) je politička z Bosny a Hercegoviny. V letech 2015 až 2019 byla ministryní pro lidská práva a uprchlíky, v minulosti byla také první primátorkou Sarajeva. Je členkou Strany demokratické akce.

## Biografie
Semiha Borovac se narodila v Sarajevu. Vystudovala 2. sarajevské gymnázium a vysokoskolské vzdělání získala na právnické fakultě Univerzity v Sarajevu v roce 1977.
V témže roce začala pracovat jako odborník pro bosensko odborovou organizaci. Zde působila až do roku 1983, kdy se stala hlavní inspektorkou pro sarajevskou općinu Novo Sarajevo. Až do rozpadu Jugoslávie a války v Bosně a Hercegovině působila na úřadu této městsé části.
Po všeobecných volbách v Bosně a Hercegovině v roce 1996 se stala náměstkyní na ministerstvu spravedlnosti, poté se stala poslankyní Sněmovny reprezentantů parlamentu Federace Bosny a Hercegoviny. Od roku 2005 byla zastupitelkou i v zastupitelstvu kantonu Sarajevo, kde byla zvolena mimo jiné za primátorku města. V této funkci působila čtyři roky, do roku 2009. V letech 2010 až 2015 působila mimo jiné jako koordinátorka pro reformu veřejné správy v Bosně a Hercegovině. Za tuto práci získala v roce 2011 i prestižní ocenění.
V roce 2015 byla jmenována ministryní pro lidská práva a uprchlíky. Ve funkci působila až do roku 2019. Poté odešla z politiky.

## Osobní život
Její manžel se jmenuje Miralem Borovac, má dvě dcery.